# トビー・スティーヴン
ジュリアン・トビー・スティーヴン（Julian Thoby Stephen、1880年9月9日 - 1906年11月20日）は、イギリスの著述家である。ヴァネッサ・ベル、ヴァージニア・ウルフ、エイドリアン・スティーヴンの兄弟であり、ブルームズベリー・グループの主要なメンバーだった。ザ・ゴス(the Goth)の愛称で呼ばれる。
父は作家・批評家のレズリー・スティーヴン、母は絵画モデルのジュリア・スティーヴンである。両親ともに再婚であり、父方に1人の異母姉、母方にジョージ・ダックワースとジェラルド・ダックワースなど3人の異父兄姉がいる。
スティーヴンは、イートン・カレッジに入学できず、クリフトン・カレッジで教育を受けた。その後、ケンブリッジ大学のトリニティ・カレッジへの奨学金を得てトリニティに入学した。彼はリットン・ストレイチーの友人で、ストレイチーの男らしさに魅せられて彼を読書会に招待した。
ブルームズベリー・グループの木曜日の夜の会合を始めたのはスティーヴンだった。
26歳の時、ギリシャでの休暇中に腸チフスに感染し、すぐにイギリスに帰国したが、その直後に死亡した。
ヴァネッサ・ベルの長男である詩人のジュリアン・ベルは、トビー・スティーヴンにちなんで命名された。
E・M・フォースターの1910年の小説『ハワーズ・エンド』に登場するティビー・シュレーゲルや、ウルフの1931年の小説『波』に登場するパーシヴァルは、トビー・スティーヴンをモデルとして創作された。